# Arne Rustadstuen
Arne Rustadstuen (* 14. Dezember 1905 in Fåberg, Oppland; † 25. April 1978 in Lillehammer) war ein norwegischer Skilangläufer und Nordischer Kombinierer.

## Werdegang
Rustadstuen, der für den Lillehammer Skiklub startete, gewann bei den Nordischen Skiweltmeisterschaften 1930 in Oslo die Silbermedaille über 50 km und die Goldmedaille über 17 km. Im folgenden Jahr wurde er bei den Nordischen Skiweltmeisterschaften in Oberhof Siebter über 18 km und holte in der Nordischen Kombination die Bronzemedaille. Bei den Olympischen Winterspielen 1932 in Lake Placid gewann er über 50 Kilometer die Bronzemedaille. Zudem errang er dort den fünften Platz über 18 km. Im Jahr 1934 wurde er norwegischer Meister über 17 km. und belegte bei den Nordischen Skiweltmeisterschaften in Falun den 20. Platz über 18 km. Außerdem gewann er 1934 und 1935 den 18-km-Lauf beim Holmenkollen-Skifestival und wurde darauf mit der Holmenkollen-Medaille geehrt. Sein letztes internationales Rennen absolvierte er im Jahr 1936 bei den Olympischen Winterspielen in Garmisch-Partenkirchen. Dabei kam er auf den sechsten Platz über 18 km.